# تايس ملكيور
تايس دي سوزا ملكيور أفونسو (ولدت في 02 نوفمبر 1990، ريو دي جانيرو) هي ممثلة برازيلية. ظهرت لأول مرة على شاشة التلفزيون في عام 2009، في دور ضيف في مسلسل، وجوه وأفواه عام 2009 و مسلسل عيش الحياة ، في عام 2011 ظهرت مسلسل تلفزيوني برازيلي للمراهقين قلوب صغيرة، حيث لعبت دور كريستال، في عام 2013 تم ظهرت في دور بيا في النسخة الجديدة من ساراماندايا، كما ظهرت في دور رئيسي في المسلسل التلفزيوني سفر التكوين تستند احداث المسلسل على كتاب سفر التكوين.

## نشأتها
نشأت ثايس في تيجوكا، وهو حي في شمال ريو دي جانيرو، وعندما كانت طفلة قامت والدتها بتسجيلها في دورة مسرح تابلادو للتغلب على الخجل، وأصبحت مهتمة بالمهنة منذ ذلك الحين.

## روابط خارجية
- تايس ملكيور في قاعدة بيانات الأفلام على الإنترنت